# Álex Márquez
Álex Márquez Alentà (Cervera, 23 aprile 1996) è un pilota motociclistico spagnolo, campione del mondo della Moto3 nel 2014
e della Moto2 nel 2019.
È il fratello di Marc Márquez, anche lui pilota motociclistico professionista.

## Carriera

### Gli inizi
Nel 2010 partecipa al campionato spagnolo classe 125 con il team Monlau Competición, classificandosi undicesimo,
 e termina al sesto posto la prova unica di Albacete valida per il titolo europeo di categoria. Nel 2011 corre di nuovo con la stessa squadra nel CEV, classe 125, vincendo due gare e piazzandosi secondo in classifica alle spalle di Álex Rins, ed è quarto nell'europeo. Nel 2012 con lo stesso team prende parte al campionato spagnolo Moto3, ottenendo il titolo nazionale con due vittorie all'attivo.

### Moto3

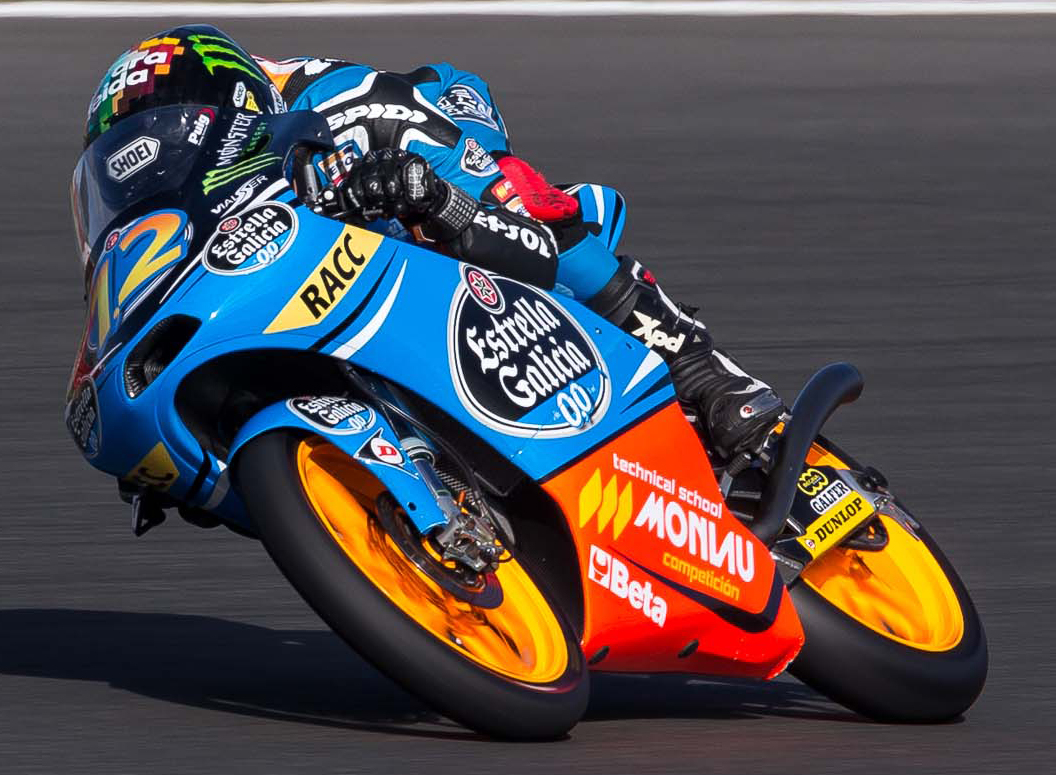
Álex Márquez sulla KTM RC 250 GP del team Estrella Galicia 0,0 in Moto3 nel 2013.

Sempre nel 2012 debutta nel motomondiale, nella classe Moto3: inizialmente corre tre Gran Premi grazie a una wildcard in sella a una Suter MMX3 del team Estrella Galicia 0,0 lo stesso con cui gareggia in ambito nazionale, mentre nella seconda metà del campionato, a bordo della stessa motocicletta, sostituisce Simone Grotzkyj nel team Ambrogio Next Racing; totalizza 27 punti iridati, che gli valgono il 20º posto nella classifica finale.
Nel 2013 è al via del mondiale Moto3 quale pilota titolare del team Estrella Galicia 0,0 questa volta con una KTM RC 250 GP. Ottiene un secondo posto a Indianapolis. A Silverstone e a Misano dopo essere partito rispettivamente dalla sesta e dalla nona casella, riesce a salire sul podio, ottenendo la terza posizione. Ottiene la sua prima vittoria in Giappone. Conclude la stagione al 4º posto con 213 punti.
Nel 2014 rimane nello stesso team, alla guida di una Honda NSF250R. Ottiene tre vittorie (Catalogna, Paesi Bassi e Giappone), sei secondi posti (Qatar, Argentina, Gran Bretagna, San Marino, Aragona e Australia) e tre pole position (Catalogna, Repubblica Ceca e Australia). Con il terzo posto ottenuto nell'ultimo round del mondiale, il 9 novembre 2014 a Valencia, si laurea campione del mondo Moto3 per soli 2 punti sullo sfidante Miller, che vince la corsa.

### Moto2

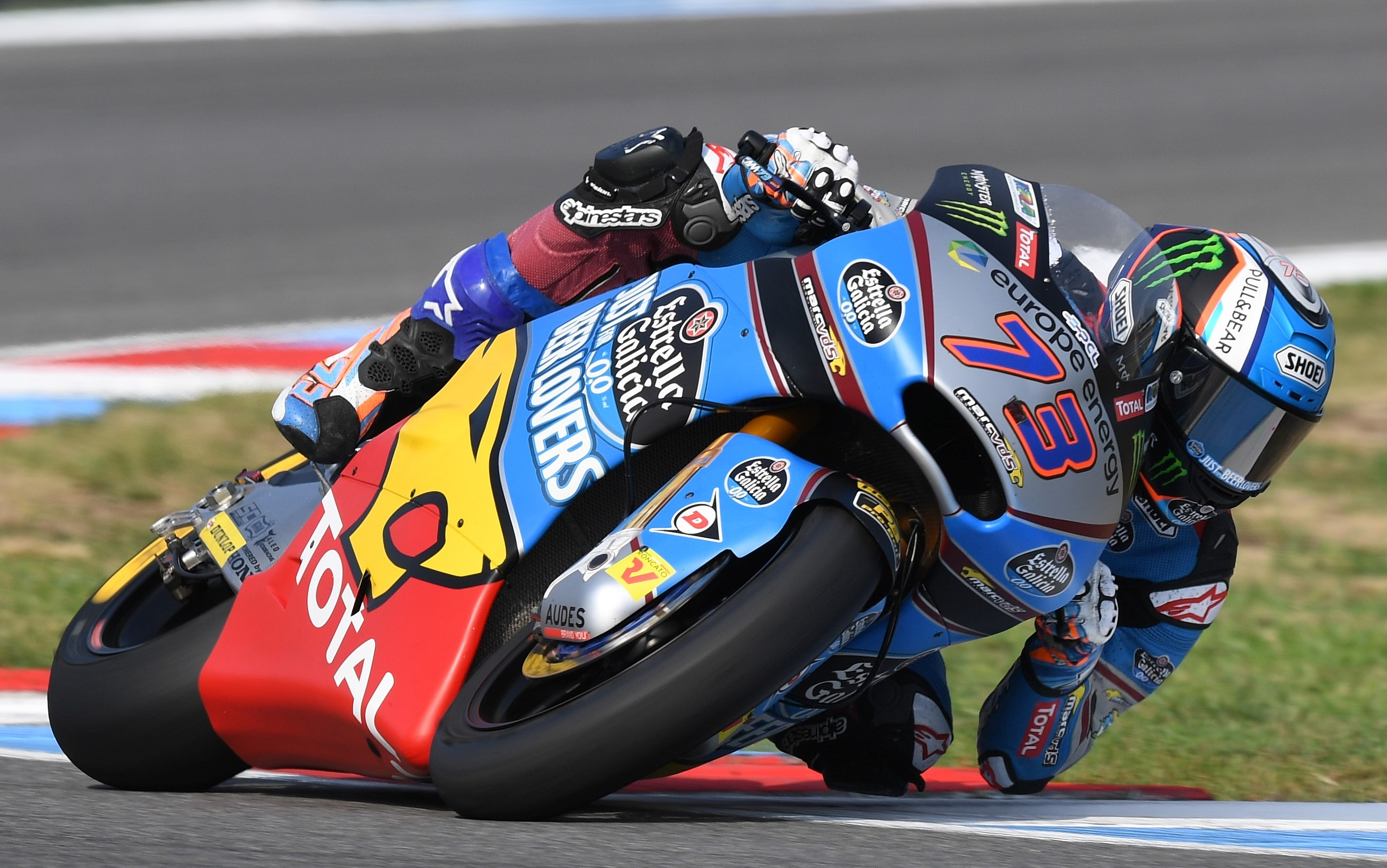
Álex Márquez sulla Kalex del team EG 0,0 Marc VDS in Moto2 nel 2018.

Nel 2015 passa in Moto2, ingaggiato dal team Marc VDS Racing, che gli affida una Kalex; il compagno di squadra è Esteve Rabat. Chiude la stagione al quattordicesimo posto con 73 punti, miglior risultato stagionale i due quarti posti consecutivi ottenuti nei gran premi di Repubblica Ceca e Gran Bretagna. Nel 2016 è nello stesso team con un nuovo compagno di squadra: Franco Morbidelli. Apre la stagione con due zeri, scivolando all'inizio di entrambe le gare. Alla terza taglia il traguardo undicesimo. Nella prima tappa spagnola si qualifica nono ma cade al secondo giro in gara. A Le Mans ottiene il sedicesimo tempo per poi cadere a quasi metà gara. Al gran premio del Mugello si qualifica quattordicesimo, ma al terzo giro di gara una collisione con Luca Marini manda a terra entrambi i piloti. Nel giro successivo la caduta di Xavi Vierge causa l'esposizione della bandiera rossa e Marquez, non avendo la sua moto riportato grossi danni, da regolamento, può ripartire dal piazzamento ottenuto in qualifica per quella che sarà una gara accorciata. Nel concitato momento di riposizionarsi in griglia per la ripartenza, vengono penalizzati alcuni piloti che dovranno quindi partire dal fondo. Marquez potrà scattare dal suo posto d'origine e tagliare il traguardo sedicesimo nella "gara2" ridotta a soli 10 giri. In Aragona giunge secondo. Conclude la stagione al 13º posto con 69 punti. In questa stagione è costretto a saltare il Gran Premio d'Australia a causa di un infortunio rimediato nelle prove dello stesso.
Nel 2017 è nuovamente pilota titolare in Moto2, con lo stesso team e lo stesso compagno di squadra del 2016. Ottiene tre vittorie (Spagna, Catalogna e Giappone), un secondo posto in Repubblica Ceca e in Austria, un terzo posto in Italia e tre pole position (Spagna, Catalogna e Comunità Valenciana) e termina la stagione al 4º posto con 201 punti. In questa stagione è costretto a saltare il Gran Premio di San Marino a causa di una piccola frattura dell'acetabolo sinistro rimediata a seguito di una caduta avvenuta nelle prime prove libere dell'evento stesso.
Nel 2018 rimane nello stesso team, con compagno di squadra Joan Mir. Ottiene pole position e terzo posto in Qatar e pole position e secondo posto nel Gran Premio delle Americhe. In Francia giunge secondo. In Olanda conclude terzo. Ottiene la pole position in Malesia. In Comunità Valenciana giunge terzo. Conclude la stagione al 4º posto con 173 punti. Nel 2019 rimane nello stesso team, con compagno di squadra Xavi Vierge. Ottiene cinque vittorie (Francia, Italia, Catalogna, Germania e Repubblica Ceca), due secondi posti (Austria e Malesia), tre terzi posti (Argentina, San Marino e Aragona) e sei pole position (Germania, Repubblica Ceca, Gran Bretagna, Aragona, Thailandia e Malesia) e 262 punti iridati. Il 3 novembre, dopo il GP di Malesia, vince il titolo iridato con una gara d'anticipo e diventa il primo pilota a vincere sia la Moto3 che la Moto2.

### MotoGP

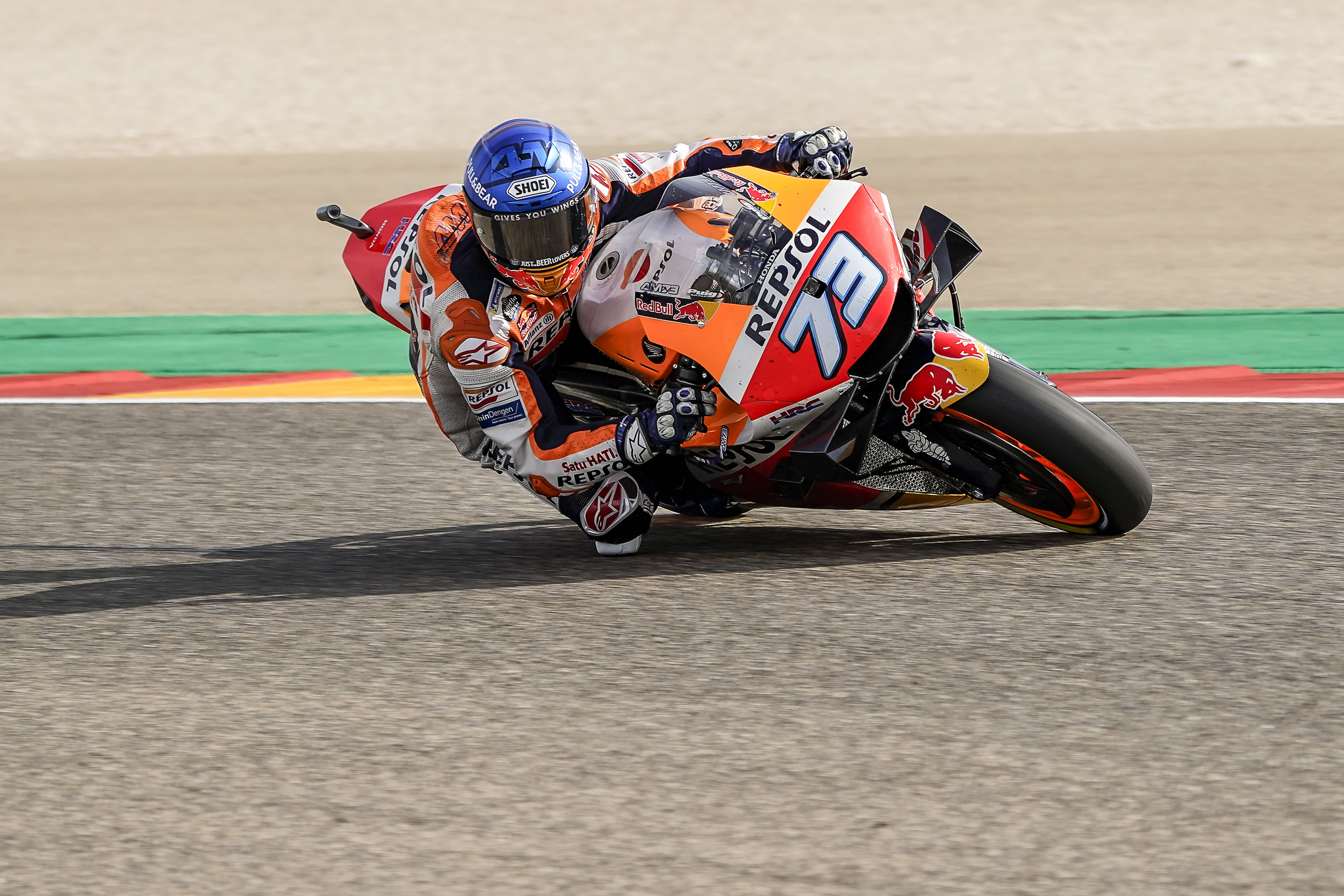
Álex Márquez con la RC213V del team Repsol Honda in MotoGP nel 2020.

Per il 2020 passa in MotoGP con la Honda, con compagno di squadra il fratello Marc Márquez. Ottiene due secondi postiː Francia e Aragona, concludendo la stagione al 14º posto con 74 punti.
Nel 2021 passa alla guida della Honda del team LCR; il compagno di squadra è Takaaki Nakagami. Ottiene come miglior risultato un quarto posto nel Gran Premio dell'Algarve e chiude la stagione al sedicesimo posto con 70 punti. Nel 2022 continua con il team e il compagno di squadra della stagione precedente, ottiene 50 punti classificandosi diciassettesimo.

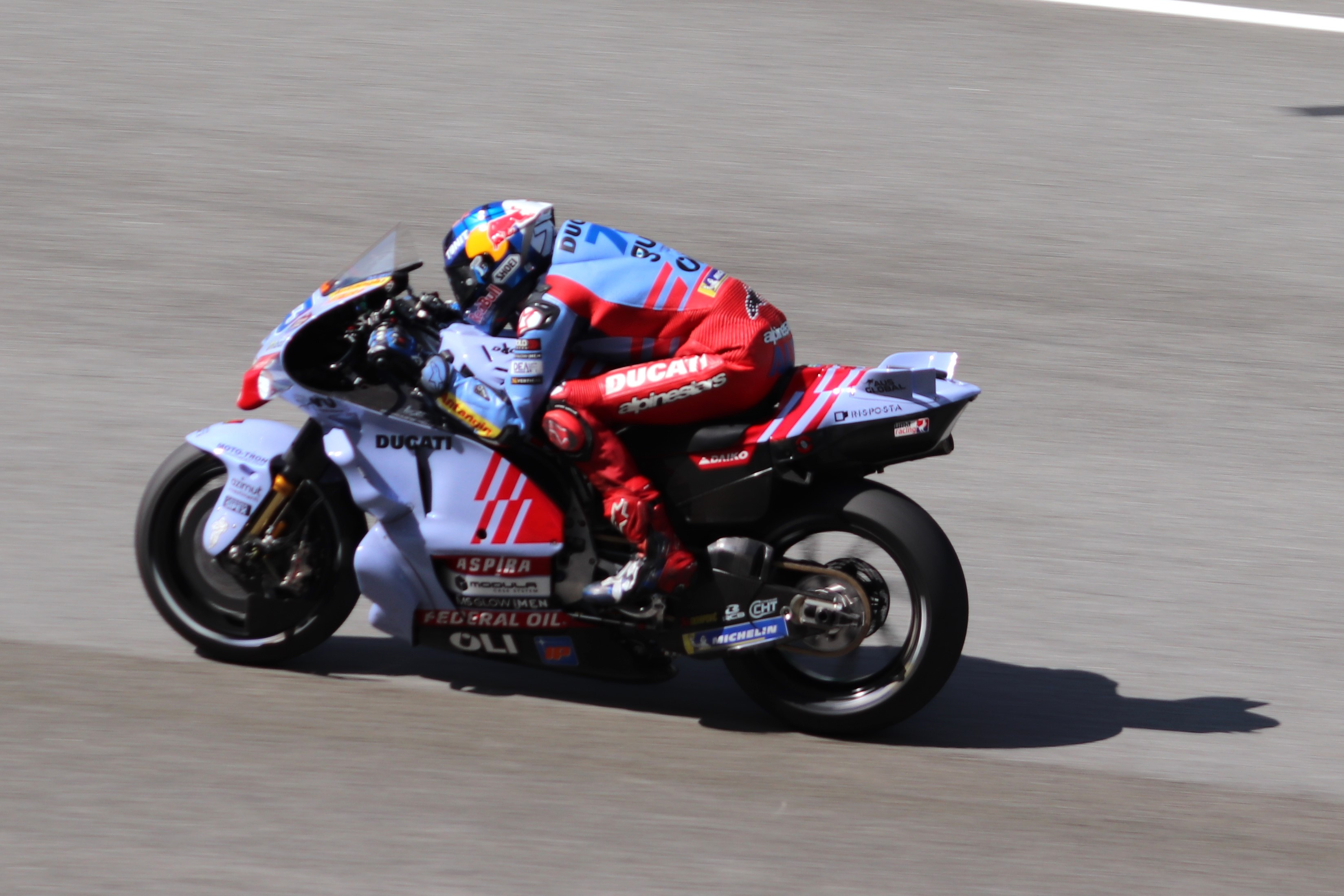
Álex Márquez con la Ducati Desmosedici del team Gresini Racing in MotoGP nel 2024.

Nel 2023 viene ingaggiato dal team Gresini Racing per guidare la Ducati Desmosedici, con compagno di squadra l'italiano Fabio Di Giannantonio. Ottiene la sua prima pole position in MotoGP e un terzo posto in Argentina, mentre in Gran Bretagna partendo dal terzo posto riesce a ottenere la sua prima vittoria in classe regina nella sprint. In quest'annata è costretto a saltare alcune gare per un infortunio rimediato nelle qualifiche del Gran Premio d'India; una volta rientrato vince un'altra sprint in Malesia e chiude il campionato in nona posizione. Nel 2024 viene raggiunto nel team Gresini dal fratello maggiore: Márc Márquez. Si tratta di un ritorno al passato per i due fratelli, dato che erano precedentemente stati compagni di squadra nel team ufficiale Honda il 2020. Conquista un podio classificandosi terzo, dietro al fratello, al Gran Premio di Germania e, con oltre centosettanta punti chiude il campionato all'ottavo posto: miglior piazzamento fin qui in MotoGP.
Nel 2025 conclude le prime sei gare al secondo posto, tutte dietro al fratello Marc tranne che in gara lunga ad Austin, dove quest'ultimo cade, superandolo in classifica di 1 punto e diventando per la prima volta in carriera leader provvisorio della classifica. Torna al secondo posto in classifica iridata dopo il sabato in Qatar, chiudendo la Sprint dietro a Marc. Conclude nuovamente secondo la gara corta a Jerez, mentre in gara vince per la prima volta in Classe Regina, e a seguito della caduta di Marc (a seguito della quale chiude dodicesimo), torna in vetta alla classifica scavalcandolo nuovamente di 1 punto. Dopo la sesta medaglia d'argento consecutiva a Le Mans retrocede nuovamente in classifica a favore di Marc, mentre nella gara lunga cade due volte e si ritira. Vince per la prima volta in stagione, e per la terza volta in totale, la Sprint del GP a Silverstone, concludendo la gara lunga quinto, dopo essere caduto al primo giro.

## Risultati nel motomondiale
| 2012 | Classe | Moto        |  |    |    |  |   |  |  |  |  |    |     |    |     |    |    |    |   |     |  |  |  |  | Punti | Pos. |
| ---- | ------ | ----------- |  | -- | -- |  | - |  |  |  |  | -- | --- | -- | --- | -- | -- | -- | - | --- |  |  |  |  | ----- | ---- |
| 2012 | Moto3  | Suter Honda |  | 12 | 15 |  | 6 |  |  |  |  | NE | Rit | 21 | Rit | 15 | 14 | 14 | 9 | Rit |  |  |  |  | 27    | 20º  |

| 2013 | Classe | Moto |   |     |    |   |   |   |   |   |    |   |   |   |   |   |   |   |   |   |  |  |  |  | Punti | Pos. |
| ---- | ------ | ---- | - | --- | -- | - | - | - | - | - | -- | - | - | - | - | - | - | - | - | - |  |  |  |  | ----- | ---- |
| 2013 | Moto3  | KTM  | 4 | Rit | 23 | 5 | 5 | 4 | 5 | 5 | NE | 2 | 5 | 3 | 3 | 3 | 4 | 4 | 1 | 4 |  |  |  |  | 213   | 4º   |

| 2014 | Classe | Moto  |   |     |   |   |   |     |   |   |   |   |   |   |   |   |   |   |   |   |  |  |  |  | Punti | Pos. |
| ---- | ------ | ----- | - | --- | - | - | - | --- | - | - | - | - | - | - | - | - | - | - | - | - |  |  |  |  | ----- | ---- |
| 2014 | Moto3  | Honda | 2 | Rit | 2 | 7 | 5 | Rit | 1 | 1 | 4 | 6 | 4 | 2 | 2 | 2 | 1 | 2 | 5 | 3 |  |  |  |  | 278   | 1º   |

| 2015 | Classe | Moto  |    |    |    |   |     |    |    |   |    |    |   |   |     |     |    |   |     |    |  |  |  |  | Punti | Pos. |
| ---- | ------ | ----- | -- | -- | -- | - | --- | -- | -- | - | -- | -- | - | - | --- | --- | -- | - | --- | -- |  |  |  |  | ----- | ---- |
| 2015 | Moto2  | Kalex | 11 | 15 | 15 | 9 | Rit | 12 | 11 | 9 | 18 | 10 | 4 | 4 | Rit | Rit | 18 | 9 | Rit | 12 |  |  |  |  | 73    | 14º  |

| 2016 | Classe | Moto  |     |     |    |     |     |    |    |   |     |   |   |    |    |   |     |    |   |     |  |  |  |  | Punti | Pos. |
| ---- | ------ | ----- | --- | --- | -- | --- | --- | -- | -- | - | --- | - | - | -- | -- | - | --- | -- | - | --- |  |  |  |  | ----- | ---- |
| 2016 | Moto2  | Kalex | Rit | Rit | 11 | Rit | Rit | 16 | 18 | 8 | Rit | 6 | 5 | 25 | 10 | 2 | Rit | NP | 7 | Rit |  |  |  |  | 69    | 13º  |

| 2017 | Classe | Moto  |   |    |   |   |   |   |   |   |     |   |   |    |    |     |   |   |     |   |  |  |  |  | Punti | Pos. |
| ---- | ------ | ----- | - | -- | - | - | - | - | - | - | --- | - | - | -- | -- | --- | - | - | --- | - |  |  |  |  | ----- | ---- |
| 2017 | Moto2  | Kalex | 5 | 21 | 4 | 1 | 4 | 3 | 1 | 6 | Rit | 2 | 2 | 14 | NP | Rit | 1 | 6 | Rit | 5 |  |  |  |  | 201   | 4º   |

| 2018 | Classe | Moto  |   |   |   |     |   |   |   |   |    |     |     |    |    |   |     |   |   |   |   |  |  |  | Punti | Pos. |
| ---- | ------ | ----- | - | - | - | --- | - | - | - | - | -- | --- | --- | -- | -- | - | --- | - | - | - | - |  |  |  | ----- | ---- |
| 2018 | Moto2  | Kalex | 3 | 5 | 2 | Rit | 2 | 5 | 3 | 3 | 13 | Rit | Rit | AN | 19 | 4 | Rit | 4 | 7 | 7 | 3 |  |  |  | 173   | 4º   |

| 2019 | Classe | Moto  |   |   |   |    |   |   |   |     |   |   |   |     |   |   |   |   |   |   |    |  |  |  | Punti | Pos. |
| ---- | ------ | ----- | - | - | - | -- | - | - | - | --- | - | - | - | --- | - | - | - | - | - | - | -- |  |  |  | ----- | ---- |
| 2019 | Moto2  | Kalex | 7 | 3 | 5 | 24 | 1 | 1 | 1 | Rit | 1 | 1 | 2 | Rit | 3 | 3 | 5 | 6 | 8 | 2 | 30 |  |  |  | 262   | 1º   |

| 2020 | Classe | Moto  |    |    |   |    |    |    |    |   |    |   |   |     |     |    |   |  |  |  |  |  |  |  | Punti | Pos. |
| ---- | ------ | ----- | -- | -- | - | -- | -- | -- | -- | - | -- | - | - | --- | --- | -- | - |  |  |  |  |  |  |  | ----- | ---- |
| 2020 | MotoGP | Honda | NE | 12 | 8 | 15 | 14 | 16 | 17 | 7 | 13 | 2 | 2 | Rit | Rit | 16 | 9 |  |  |  |  |  |  |  | 74    | 14º  |

| 2021 | Classe | Moto  |     |     |   |     |   |    |    |     |    |   |   |   |     |    |    |     |   |    |  |  |  |  | Punti | Pos. |
| ---- | ------ | ----- | --- | --- | - | --- | - | -- | -- | --- | -- | - | - | - | --- | -- | -- | --- | - | -- |  |  |  |  | ----- | ---- |
| 2021 | MotoGP | Honda | Rit | Rit | 8 | Rit | 6 | 14 | 11 | Rit | 14 | 9 | 9 | 8 | Rit | 15 | 12 | Rit | 4 | 13 |  |  |  |  | 70    | 16º  |

| 2022 | Classe | Moto  |     |    |    |     |   |    |    |    |    |     |    |    |    |    |    |    |   |     |    |    |  |  | Punti | Pos. |
| ---- | ------ | ----- | --- | -- | -- | --- | - | -- | -- | -- | -- | --- | -- | -- | -- | -- | -- | -- | - | --- | -- | -- |  |  | ----- | ---- |
| 2022 | MotoGP | Honda | Rit | 13 | 15 | Rit | 7 | 13 | 14 | 14 | 10 | Rit | 15 | 17 | 14 | 10 | 12 | 13 | 8 | Rit | 17 | 17 |  |  | 50    | 17º  |

| 2023 | Classe | Moto   |    |    |     |   |     |     |    |    |      |    |   |     |    |     |     |   |      |    |    |    |  |  | Punti | Pos. |
| ---- | ------ | ------ | -- | -- | --- | - | --- | --- | -- | -- | ---- | -- | - | --- | -- | --- | --- | - | ---- | -- | -- | -- |  |  | ----- | ---- |
| 2023 | MotoGP | Ducati | 59 | 35 | Rit | 8 | Rit | Rit | 78 | 69 | Rit1 | 54 | 6 | 119 | NP | Inf | Inf | 9 | Rit8 | 21 | 64 | 68 |  |  | 177   | 9º   |

| 2024 | Classe | Moto   |    |     |    |   |    |   |    |    |    |    |    |      |   |   |     |      |    |     |   |    |  |  | Punti | Pos. |
| ---- | ------ | ------ | -- | --- | -- | - | -- | - | -- | -- | -- | -- | -- | ---- | - | - | --- | ---- | -- | --- | - | -- |  |  | ----- | ---- |
| 2024 | MotoGP | Ducati | 67 | Rit | 15 | 4 | 10 | 7 | 98 | 78 | 39 | 76 | 10 | Rit4 | 6 | 9 | Rit | Rit7 | 15 | 105 | 4 | 45 |  |  | 173   | 8º   |

| 2025 | Classe | Moto   |   |   |   |    |    |      |    |   |   |      |    |     |     |  |  |  |  |  |  |  |  |  | Punti | Pos. |
| ---- | ------ | ------ | - | - | - | -- | -- | ---- | -- | - | - | ---- | -- | --- | --- |  |  |  |  |  |  |  |  |  | ----- | ---- |
| 2025 | MotoGP | Ducati | 2 | 2 | 2 | 62 | 12 | Rit2 | 51 | 2 | 2 | Rit2 | 28 | Rit | 102 |  |  |  |  |  |  |  |  |  | 276   |      |

| Legenda | 1º posto        | 2º posto            | 3º posto            | A punti      | Senza punti        | Grassetto – Pole position Corsivo – Giro più veloce |
| Legenda | Gara non valida | Non qual./Non part. | Ritirato/Non class. | Squalificato | '-' Dato non disp. | Grassetto – Pole position Corsivo – Giro più veloce |